# Ajuntament de Margalef
L'Ajuntament de Margalef és un edifici del municipi de Margalef (Priorat) que forma part de l'Inventari del Patrimoni Arquitectònic de Catalunya.

## Descripció
És una casa de planta baixa i dos pisos edificada per allotjar l'ajuntament del poble, l'escola i la casa dels mestres. Sobre la façana s'obren quatre balcons i al centre hi ha un rètol pintat indicant que els tracta de la Casa Consistorial i de les Escoles Nacionals, així com la data de 1915. La pintura va signada per Miquel Porqueres i no té cap valor artístic, tot just documental.
Constitueix, juntament amb Can Franc, l'edifici de més entitat formal i tipològicament diferenciat del poble, i ajuda a donar caràcter a la plaça de Sant Miquel, a un extrem de la qual hi ha també l'església i els arcs.

## Història
L'edifici ha estat sempre dedicat a Ajuntament. En principi aquest era instal·lat als baixos, però més tard passà al pis superior, reservant el primer per a la casa dels mestres. Actualment als baixos hi ha el consultori del metge.